# Гора Кашина
Гора Кашина (до 2004 — гора Лысая, другое название — гора Семиглавая) — самая северная точка (44°07’17" с. ш. 39°26’12" в. д.) города Сочи (Большого Сочи), на границе с Туапсинским районом, расположена в верховье реки Пшенахо.
Гора Кашина замыкает с востока туапсинский отрезок Главного Кавказского хребта. На протяжении четырёх с небольшим километров разбросаны семь вершин, имеющих абсолютные высоты от 1352 до 1453 метров. Площадь лугов составляет 195 га. Спускаются они до отметки 1200 метров. На северо-западе начало лугов совпадает с выходом из леса Яшкиной тропы, поднимающейся из урочища Третья Рота. На юго-востоке границей горы Кашина служит туристский перевал Семашхо II, 1323 метра над уровнем моря. Все семь вершин имеют по склонам скальные выходы. В средней части массива базальтовые порфиры основного состава имеют прекрасную пятигранную обточенную форму.

## Переименование
Переименована 12 февраля 2004 года Постановлением Правительства РФ No.75 в честь выдающегося инженера-геодезиста Леонида Андреевича Кашина, который в конце 1950-х годов руководил работами по созданию топографических карт Краснодарского края в районе Главного Кавказского хребта масштаба 1:25000, проводимыми Северо-Кавказским аэрогеодезическим предприятием. Результаты этих работ легли в основу карт всего масштабного ряда данного региона.
Сотрудники предприятия инициировали переименование горы, а также установили памятный знак (экспедиция № 205, начальник экспедиции — А. В. Филоныч, начальник полевого отряда — Юрий Щепотин).

## Поселок Лысая Гора
Поселок Лысая Гора Георгиевского сельского Совета Туапсинского района по информации Туапсинского райисполкома от июля 1958 года исключен из списков населенных пунктов.